# Europé (kattras)
Europé, före 1981 europeiskt korthår, är en medelstor kattras. I Sverige kunde man från 1940-talet registrera sådana katter som svensk huskatt.

## Utseende
Den är proportionerligt byggt, ganska muskulös med medellånga ben och svans. De som avlar på europén strävar efter en få fram en katt som ser ut som den "perfekta" korthåriga bondkatten såg ut under 1940- och 1950-talen. Många tycker därför att europén ser ut som en "riktig" katt och blir därför också en katt som för ett otränat öga ofta är svår att särskilja från en huskatt. Europén är godkänd i de flesta färger och mönster som förekommer på den traditionella huskatten, dock inte färger som choklad, lila, kanel eller siamesmaskat. Man brukar heller inte avla på européer som är mönstrade (tabby, tigré eller spotted) eller silverfärgade i kombination med vitt då dessa färgkombinationer inte är tillåtna inom SVERAK.

## Temperament
Europén är en alert, småbusig men godmodig kattras och brukar ofta beskrivas som lättanpassad, trofast, trygg och vänlig. En katt med ett "lagom" temperament, som trivs bra i sällskap med människor och andra katter. 

## Historia
Europén har utvecklats naturligt i norra Europa. Ursprunget är inte helt känt, men man tror att tamkatten kom till Skandinavien under de första århundradena e.Kr. Europén kommer ifrån den ursprungliga svenska huskattstammen. Än idag kan det ibland vara svårt att skilja en renrasig europé från en huskatt, eftersom huskatter ofta har mycket av den gamla kattstammen i sig. En Europé har dock alltid stamtavla och är resultatet av en kontrollerad avel. Förr hade Europé och dess brittiska motsvarighet brittiskt korthår samma rasstandard inom FIFe och SVERAK. Sedan 80-talet bedöms de dock var för sig, och utseendet skiljer sig idag mycket åt mellan raserna.